# Aliens in America
Aliens in America ist eine Sitcom aus den Vereinigten Staaten, die von David Guarascio und Moses Port produziert und vom 1. Oktober 2007 bis zum 18. Mai 2008 ausgestrahlt wurde. Es wurden 18 Episoden produziert. Die erste in Deutschland gesendete Episode „Schüleraustausch“ wurde am 25. April 2009 auf ProSieben ausgestrahlt.

## Handlung
In der Serie geht es um den „Zusammenprall der Kulturen“. Der junge Justin Tolchuck kommt nach Meinung seiner Mutter Franny bei seinen Mitschülern nicht gut genug an. Nachdem Variationen von Justins Kleidung und diverse andere Versuche sich nicht als erfolgreich erwiesen haben, holt die Mutter den Austauschschüler Raja Musharaff für ein Jahr ins Haus. Doch der junge Muslim hat es nach den Terroranschlägen vom 11. September 2001 auch nicht leicht mit den neuen Mitschülern.

## Auszeichnungen
Am 8. Januar 2008 wurde die Serie in der Sparte „Beste neue Comedyserie“ für den People’s Choice Award nominiert.

## Episoden
| Nr. ges. | Nr. | Originaltitel              | Deutscher Titel             | Erstausstrahlung (The CW) | Erstausstrahlung (ProSieben) |
| -------- | --- | -------------------------- | --------------------------- | ------------------------- | ---------------------------- |
| 1        | 1   | Pilot                      | Schüleraustausch            | 1. Oktober 2007           | 25. April 2009               |
| 2        | 2   | No Man Is an Island        | Insel der Außenseiter       | 8. Oktober 2007           | 2. Mai 2009                  |
| 3        | 3   | Rocket Club                | Die Raketen-AG              | 15. Oktober 2007          | 9. Mai 2009                  |
| 4        | 4   | The Metamorphosis          | Schmetterlinge im Bauch     | 22. Oktober 2007          | 16. Mai 2009                 |
| 5        | 5   | Help Wanted                | Der Aushilfsjob             | 29. Oktober 2007          | 23. Mai 2009                 |
| 6        | 6   | Homecoming                 | Einträchtige Zwietracht     | 5. November 2007          | 30. Mai 2009                 |
| 7        | 7   | Purple Heart               | Rauchzeichen                | 12. November 2007         | 6. Juni 2009                 |
| 8        | 8   | My Musky, Myself           | Die dunkle Seite des Hechts | 19. November 2007         | 13. Juni 2009                |
| 9        | 9   | Junior Prank               | Mein Haus, mein Lama        | 26. November 2007         | 20. Juni 2009                |
| 10       | 10  | Church                     | Die Macht der Gebete        | 10. Dezember 2007         | 27. Juni 2009                |
| 11       | 11  | Mom’s Coma                 | Mom’s Coma                  | 2. März 2008              | 4. Juli 2009                 |
| 12       | 12  | Hunting                    | Auf der Jagd                | 9. März 2008              | 11. Juli 2009                |
| 13       | 13  | Community Theater          | Großes Theater              | 16. März 2008             | 18. Juli 2009                |
| 14       | 14  | One Hundred Thousand Miles | Hunderttausend Meilen       | 23. März 2008             | 25. Juli 2009                |
| 15       | 15  | The Muslim Card            | Die Muslim-Karte            | 27. April 2008            | 1. August 2009               |
| 16       | 16  | Smutty Books               | Schmutzige Bücher           | 4. Mai 2008               | 8. August 2009               |
| 17       | 17  | Wake at the Lake           | Beerdigungskrieg            | 11. Mai 2008              | 15. August 2009              |
| 18       | 18  | Raja at Sixteen            | Rajas Freundin              | 18. Mai 2008              | 22. August 2009              |